# Association mondiale des radiodiffuseurs communautaires
 (octobre 2024).
L'AMARC (ou Association mondiale des radiodiffuseurs communautaires, en anglais : World Association of Community Radio Broadcasters) est une organisation non gouvernementale internationale de radio communautaire, faisant partie de l'IFEX et composée d’environ 4 000 membres dans 110 pays. L'AMARC dispose d'un secrétariat international ainsi que de cinq bureaux régionaux : Amérique latine et Caraïbes, Europe, Afrique, Amérique du Nord et Asie. C'est un mouvement unique en son genre, avec un fonctionnement démocratique, qui regroupe à la fois des praticiens et des experts à égalité.
On compte parmi ses membres votants plusieurs associations nationales ou régionales de radios communautaires, et notamment, mais sans s'y restreindre, l'Association des radiodiffuseurs communautaires du Burkina, l'Association des radiodiffuseurs communautaires du Québec, l'Alliance des radios communautaires du Canada, le Syndicat national des radios libres (SNRL) de France, ou encore la Association Of Non-governmental Radios In Russia.
L'AMARC est gouvernée par un conseil d'administration, dont l'avant-dernier a été élu par les quatre cents participants à la conférence AMARC 10 tenue en 2010 à Buenos Aires. 
En 2015, l'Assemblée générale s'est tenue à Accra, capitale du Ghana et a été consacré au rôle des radios locales dans le processus de développement et de protection des populations en situation de crise. 
L'Amarc joue un rôle essentiel dans le développement de la radio communautaire et associative sur le terrain, auprès des États et auprès de l'Union internationale des télécommunications, de l'Unesco et de la FAO. Lors du printemps arabe, l'Amarc a dépêché plusieurs missions qui contribuent au renforcement de la société civile dans les pays arabes. 